# Купін (Ельблонзький повіт)
Купін (пол. Kupin, нім. Kopiehnen) — село в Польщі, у гміні Пасленк Ельблонзького повіту Вармінсько-Мазурського воєводства.
Населення — 42 особи (2011).
У 1975-1998 роках село належало до Ельблонзького воєводства.

## Демографія
Демографічна структура станом на 31 березня 2011 року:
|          | Загалом | Допрацездатний вік | Працездатний вік | Постпрацездатний вік |
| -------- | ------- | ------------------ | ---------------- | -------------------- |
| Чоловіки | 25      | 6                  | 16               | 3                    |
| Жінки    | 17      | 4                  | 8                | 5                    |
| Разом    | 42      | 10                 | 24               | 8                    |